# Jimmy Thackery

Jimmy Thackery 2008

Jimmy Thackery (* 19. Mai 1953 in Pittsburgh, Pennsylvania) ist ein US-amerikanischer Blues-Sänger, Gitarrist und Komponist. Stilistisch ist er dem Electric-Blues und dem Bluesrock zuzuordnen.
Mit seinem harten, schnörkellosen Gitarrenspiel und seinem direkten, unverstellten Gebaren bei Bühnenshows erspielte er sich eine Fangemeinde sowohl bei den Anhängern des geradlinigen Blues, als auch bei den Fans des Roots Rock. Von den frühen 1970er bis in die späten 1980er Jahre war Jimmy Thackery Bandmitglied und Leadgitarrist bei The Nighthawks, einer Bluesband aus Washington, D.C. Mit den Nighthawks spielte er ein gutes Dutzend Alben ein, bevor er Ende der 1980er Jahre eine Solokarriere startete. Im Laufe dieser Karriere formierte er zunächst die Band „Jimmy Thackery & the Assassins“, ab 1991 dann das Trio „Jimmy Thackery & the Drivers“. Er begleitete auch Sista Monica Parker.

## Diskografie (Alben)
- Empty Arms Motel (1992)
- Sideways in Paradise (1993), mit John Mooney
- Trouble Man (1994)
- Wild Night Out! (1995)
- Drive to Survive (1996)
- Switching Gears (1998)
- Partners in Crime (1999), mit Tom Principato
- Sinner Street (2000)
- We Got It (2002)
- Whiskey Store (2002), mit Tab Benoit
- Guitar (2003), Compilation
- Whiskey Store Live (2004), mit Tab Benoit
- True Stories (2004)
- Healin’ Ground (2005)
- In the Natural State (2006), mit Cate Brothers
- Brother to the Blues (2006)
- The Essential Jimmy Thackery (2006), Compilation
- Solid Ice (2007)
- Inside Tracks (2008)
- Live in Detroit (2010)
- Feel the Heat (2011)
- Spare Keys (2016)